# Angolemi
Angolemi (in greco Αγγολέμι?; in turco Taşpınar) è un villaggio turco-cipriota di Cipro, situato a sud-ovest di Morfou. Esso è situato de iure nel distretto di Nicosia di Cipro, e de facto nel distretto di Lefke di Cipro del Nord.
Angolemi nel 2011 aveva 181 abitanti.

## Geografia fisica
Angolemi si trova nella zona di Lefka/Lefke, quattro chilometri a nord-ovest di Koutrafas/Kurtboğan e quattro chilometri a est del villaggio di Petra/Taşköy.

## Origini del nome
Il villaggio prese il nome dal suo proprietario lusignano, che veniva da Angouleme nell'odierna Francia. Fino al 1958, i turco-ciprioti usarono il nome Angolem per il villaggio. Nel 1958, cambiarono il nome in Taşpınar, che significa "sorgente di pietra".

## Storia
Nel villaggio è stato rinvenuto un incensiere in bronzo del VII-VIII secolo a.C. Il villaggio fu fondato dai Lusignano.
Taşpınar e i villaggi circostanti furono presi da Lala Mustafa Pasha nel 1570 e passarono sotto il dominio ottomano. Nel frattempo alcune famiglie del villaggio fuggirono sulle montagne. Poi nel 1572 II. Per ordine di Selim, nel villaggio si stabilirono yoruk turkmeni dell'Anatolia centrale. Nel villaggio venne aperta una scuola elementare. Nei registri del 1780, fu registrato come un insediamento collegato a Pendaye (ora "Pendaya" o "Yeşilyurt"). Dopo il Tanzimat, il villaggio divenne parte del sottodistretto di Lefke nel distretto di Kyrenia. Angolemi , che passò sotto il governo del Regno Unito nel 1878, rimase nella stessa posizione durante questo periodo.
Dopo la proclamazione della Repubblica di Cipro nel 1960, nel 1963 iniziarono i conflitti intercomunali. Il villaggio era collegato alla sezione di Doğancı del Lefke Sanjak dell'Organizzazione della Resistenza Turca e fu preso sotto protezione. Durante questo periodo, due pastori in attesa del loro gregge fuori dal paese furono uccisi dai Greci. Allo stesso tempo, il villaggio ha ricevuto immigrazione da diversi villaggi e la sua popolazione è aumentata a 600 nel 1964.[20] Il 20 luglio 1974 tre corazzate greche iniziarono a bombardare il villaggio. Un'ora e mezza dopo, i soldati greci entrarono nel villaggio e alcuni abitanti del villaggio fuggirono a Doğancı. I greci lasciarono il villaggio lo stesso giorno e attaccarono Doğancı e Lefke. Nel frattempo, i turchi barricarono le strade. Il 22 luglio i greci tornarono e ricominciarono a bombardare il villaggio. Questo conflitto durò fino alla mattina del 23 luglio. Il 23 luglio, i muhtar di Taşpınar, Doğancı e Gaziveren firmarono un accordo di cessate il fuoco con i greci. Dopo l'entrata in vigore di questo accordo, gli abitanti del villaggio fuggirono a Doğancı. Ritornata al villaggio il 28 luglio, la popolazione constatò che 11 persone rimaste nel villaggio erano state uccise e 23 (o 37, a seconda dei resoconti) persone erano state fatte prigioniere. I prigionieri vennero rilasciati dopo 100 giorni. Il 16 agosto, l'esercito turco attaccò nella regione di Lefke. Tuttavia, il villaggio passò sotto il dominio turco su richiesta dei maggiorenti del villaggio nei giorni successivi.
Ogni anno, il 25 luglio, si tiene nel villaggio una cerimonia intitolata Giorno della Memoria dei martiri di Taşpınar.
Nel 2008 il villaggio è stato incorporato nel Comune di Lefka. Gli abitanti del villaggio non volevano essere amministrati da questo comune e si attivarono per impedire cio'. In questo contesto, il muhtar certifico' la loro volontà e gli abitanti del villaggio sostennero le azioni di protesta organizzate da altri.
Il villaggio e i suoi dintorni vennero allagati nel 1972.  In un'altra occasione, presso Bostancı e a Güzelyurt la notte del 19 gennaio 2010 si verifico' un'alluvione. Durante questa inondazione, la strada Bostancı - Taşpınar venne danneggiata e fu chiusa al traffico. Il 23 gennaio furono completati i lavori di riparazione e la strada venne riaperta.

## Società

### Evoluzione demografica
Anche se il villaggio fu sempre abitato prevalentemente da musulmani (turco-ciprioti), nel 1921 e nel 1931 c'era una piccola comunità greco-cipriota che viveva lì. Nel censimento ottomano del 1831, i musulmani (turco-ciprioti) costituivano gli unici abitanti del villaggio. La popolazione del villaggio aumentò costantemente da 126 abitanti nel 1891 a 222 nel 1960.
Nessuno fu sfollato da questo villaggio durante le lotte intercomunitarie degli anni '60. Tuttavia, durante lo stesso periodo, il villaggio servì come un importante centro di accoglienza per gli sfollati turco-ciprioti che fuggirono dai villaggi vicini come Akaki/Akaça, Peristerona, Koutrafas/Kurtboğan, Petra/Dereli (Taşköy dopo il 1975), Flasou e Agios Giorgios di Solea. Secondo Richard Patrick, nel 1971 c'erano ancora 100 turco-ciprioti sfollati che risiedevano nel villaggio.
Attualmente è abitato solo dai suoi abitanti originali. Il censimento turco-cipriota del 2006 ha fissato la popolazione del villaggio a 212 persone.